# Алніс
Алніс (лит. Alnis) — озеро на сході Литви. Озеро розташоване в Молетському районі. Воно знаходиться на території регіонального парку і є заповідником.

## Характеристика
В озеро впадає річка Алне. З усіх боків воно оточене сосновим лісом, що росте на піску. Зрідка зустрічаються листяні породи дерев. Дно теж піщане, на відстані 3-5 м від берега глибина близько 0,5 м. Далі йде різке збільшення глибини.
Максимальна ширина 0,5 км, довжина 3,8 км. Площа — 100 га, довжина берегової лінії 10,3 м. Максимальна глибина — 22 м. У центрі озера острів, площею 3,2 гектара.

## Назва озера
За однією з версій назва озера походить від назва річки Алне, що впадає в нього. Серед місцевих жителів існує красива історія про походження назви озера. Місцеві жителі говорили, що озеро нагадує силует танцюючого оленя, а його назва перекладається, як «Олень» (Elnias — з литовської означає «Олень»). Якщо подивитися на озеро зверху, своїми обрисами воно нагадує оленя, що робить стрибок вперед, підібгавши передні ноги під себе і нахиливши голову, виставляючи гіллясті роги вперед.